# Bartolo di Fredi
Bartolo di Fredi, italijanski slikar, * 1330, Siena, † 26. januar 1410.